# Fyleån

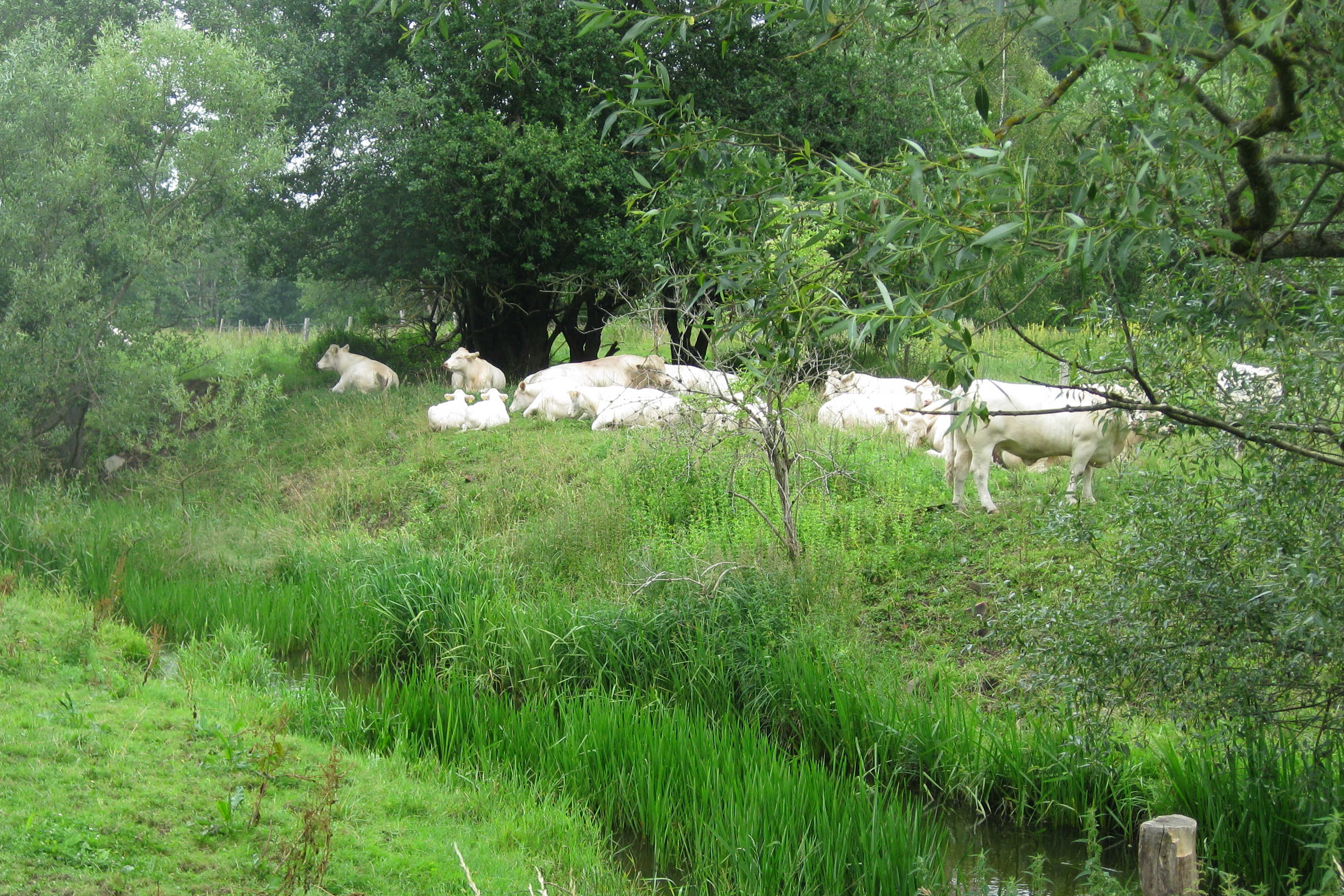
Fyleån

Fyleån är en å i Fyledalen i södra Skåne.
Fyleåns längd är totalt cirka 20 km. Ån har den märkliga egenskapen att den rinner åt två håll. Åt norr rinner den mot Kävlingeåns vattensystem och i söder mot Nybroån. Flera tillflöden bildar små sidodalar i Fyledalens sluttningar. Kulleån, som rinner upp mellan Baldringe gård och Högestad, är ett av de största tillflödena. Ett annat biflöde är Trydeån som ansluter sig vid Fylan. Fyleån förenar sig vid Nedraby med Örupsån och bildar då Nybroån. 
I åns vatten trivs öring. Vintertid kan man träffa på strömstare i området.